# Waltercio Caldas
Waltercio Caldas Júnior, mais conhecido como Waltercio Caldas  (Rio de Janeiro, 6 de novembro de 1946) atua como escultor, desenhista, artista gráfico e cenógrafo. Estudou pintura com Ivan Serpa (1923 - 1973), em 1964, no Museu de Arte Moderna do Rio de Janeiro - MAM/RJ. Entre 1969 e 1975, realiza desenhos, objetos e fotografias de caráter conceitual. Na década de 1970, leciona no Instituto Villa-Lobos, no Rio de Janeiro é co-editor da revista Malasartes integra a comissão de Planejamento Cultural do MAM/RJ participa da publicação A Parte do Fogo e publica com Carlos Zilio (1944), Ronaldo Brito (1949) e José Resende (1945) o artigo O Boom, o Pós-Boom, o Dis-Boom, no jornal Opinião. Em 1979, sua produção é analisada no livro Aparelhos, com ensaio de Ronaldo Brito, e, em 1982, no Manual da Ciência Popular, publicado na série Arte Brasileira Contemporânea, pela Funarte. Em 1986, o vídeo Apaga-te Sésamo, de Miguel Rio Branco (1946), enfoca a s4a produção. Recebe, em 1993, o Prêmio Mário Pedrosa, da Associação Brasileira de Críticos de Arte - ABCA, por mostra individual realizada no Museu Nacional de Belas Artes - MNBA, no Rio de Janeiro. Em 1996, lança a obra O Livro Velázquez e realiza a mostra individual Anotações 1969/1996, no Paço Imperial, Rio de Janeiro, apresentando pela primeira vez seus cadernos de estudos.
Representa o Brasil na 47a Bienal de Veneza em 1997, onde apresenta A série Veneza no pavilhão brasileiro. Participa da I Bienal de Artes Visuais do Mercosul, Porto Alegre, com a instalação Lugar para uma pedra mole, exposta anteriormente no evento paralelo à ECO-92, no MAM, Rio de Janeiro. 
Em 2007 participa da 52a Bienal de Veneza – “Pensa con i sensi, senti con la mente” – expondo a obra Half mirror Sharp, no Pavilhão Itália, a convite do curador geral da bienal, Robert Storr. 
Participa da Bienal “Entre abierto”, Cuenca, Equador, em 2011, da qual recebe o prêmio com a obra Parábolas de superfície; e da coletiva “Art unlimited – what is world. What is not”, Art /42 / Basel, Suíça. 